# Су-31
Су-31 — спортивно-пілотажний літак розробки ДКБ Сухого.

## Історія
Су-31 є розвитком літака Су-26М з використанням рішень, відпрацьованих при розробці Су-29. Від Су-26М, на який дуже схожий зовні, відрізняється ще більшим застосуванням композиційних матеріалів в конструкції планера (~ 70 % проти ~50%), злегка зменшеними розмірами перекомпонованого фюзеляжу і на 30 кг меншою масою. При установці двигуна М-14ПФ (400 к.с.), розробник ОКБ моторобудування, м. Воронеж, тягоозброєнність літака стала досягати одиниці, що дозволяє виконувати "вертольотні" зависання.
Перший політ літак здійснив у червні 1992 року, а в липні того ж року дебютував на чемпіонаті світу з вищого пілотажу в Гаврі (Франція). Вперше Су-31 демонструвався на авіаційно-космічній виставці Фарнборо-92, потім на всіх найбільших авіасалонах. На даних літаках національна збірна Росії з вищого пілотажу вельми успішно виступає на чемпіонатах Європи та світу з 1994 року.

## В Україні
В Україні станом на 2021 рік перебуває у користуванні кілька літаків. У Харкові є один Су-31. Він використовується у Харківському аероклубі льотчиком-спортсменом Олексієм Агієвичем для підготовки до участі в національних і міжнародних змаганнях з вищого пілотажу.

## Модифікації
- Су-31М — оснащений катапультним кріслом СКС-94[3] для порятунку пілота та новим ліхтарем кабіни, а також вбудованими крильовими баками.
- Су-31Х — експортний варіант, має вбудовані крильові баки.
- Су-31У — має шасі, що вбирається в польоті.[1]

## Льотно-технічні характеристики
| Характеристика                                 | Показник            |
| ---------------------------------------------- | ------------------- |
| Виробник                                       | ДКБ Сухого          |
| Двигун                                         | 1 ПД М-14ПФ (М-14П) |
| Розмах крила                                   | 7,80 м              |
| Довжина                                        | 6,78 м              |
| Висота                                         | 2,78 м              |
| Площа крила                                    | 11,80 м²            |
| Вага порожнього літака                         | 650 кг              |
| Нормальна злітна маса                          | 780 кг              |
| Екіпаж                                         | 1                   |
| Максимально допустима швидкість:               | 450 км/год          |
| Максимальна швидкість горизонтального польоту: | 380 км/год          |
| Дальність польоту                              | 290 км              |
| Максимальна швидкопідйомність                  | 1440 м/хв (24 м/с)  |
| Практична стеля                                | 4000 м              |
| Макс. експлуатаційне перевантаження            | 12                  |